# (3862) Agekian
(3862) Agekian (1972 KM) – planetoida z pasa głównego asteroid okrążająca Słońce w ciągu 4,05 lat w średniej odległości 2,54 j.a. Odkryła ją Tamara Smirnowa 18 maja 1972 roku.